# Pleiomeris
Pleiomeris là một chi thực vật thuộc phân họ Xay (Myrsinoideae) của họ Anh thảo (Primulaceae). Chi này có các loài sau (tuy nhiên danh sách này có thể chưa đủ):
- Pleiomeris canariensis, (Wild) A.DC

## Hình ảnh

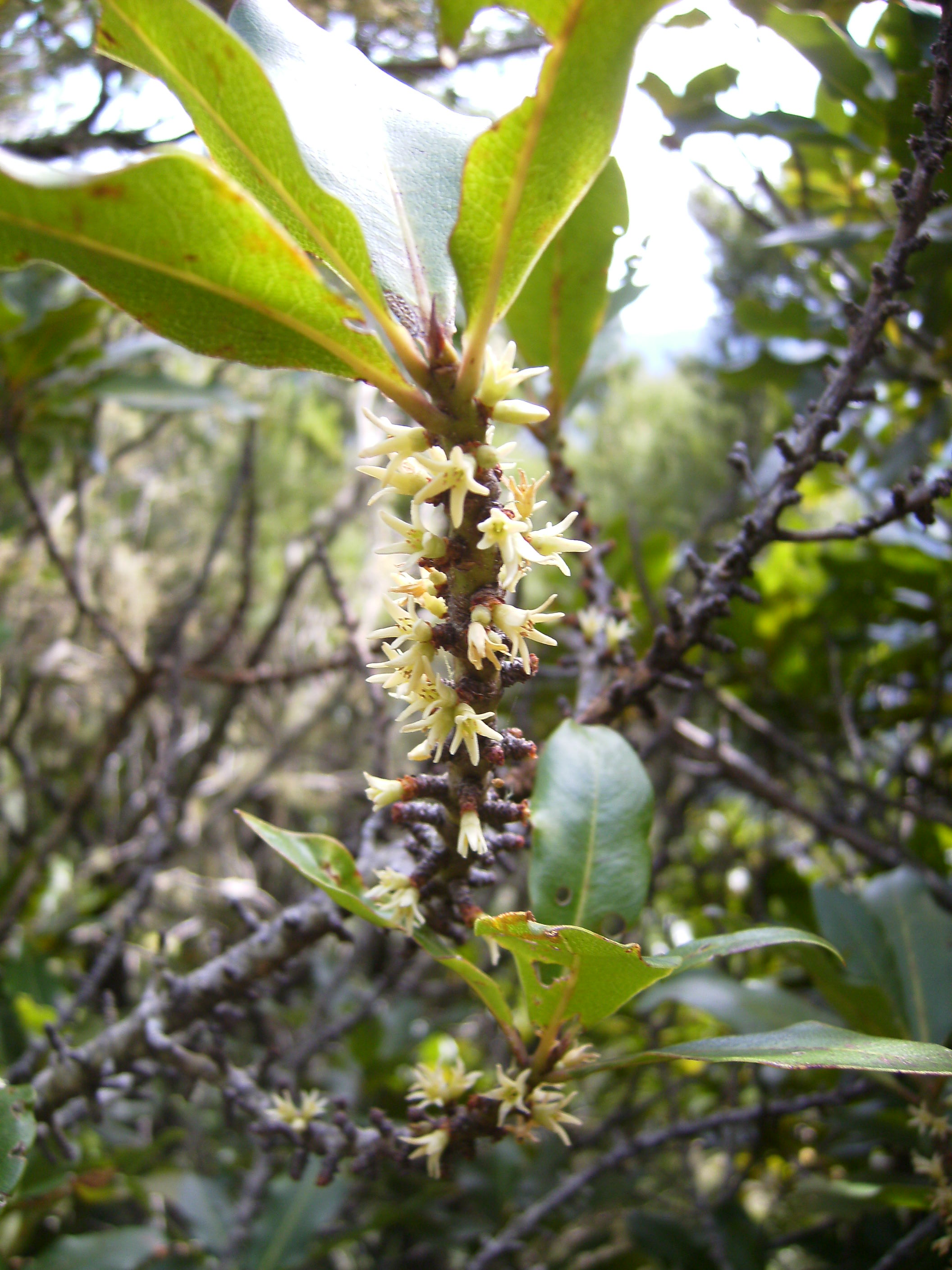